# Sender Obereisesheim
Der Sender Obereisesheim war ein digitaler Mittelwellensender des Südwestrundfunks (ehemals Süddeutscher Rundfunk) für Hörfunk im digitalen DRM-Modus. Er wurde im Jahr 1952 errichtet und am 1. Juli 2011 endgültig abgeschaltet. Er steht am Ortsrand von Obereisesheim, ca. 600 m südlich des Ortskerns und 500 m nördlich der Bundesautobahn 6. Als Sendeantenne wurde ein 70 Meter hoher, in drei Ebenen abgespannter, gegen Erde isolierter, fußpunktgespeister selbststrahlender Sendemast verwendet, der als Stahlfachwerkkonstruktion mit dreieckigem Querschnitt ausgeführt ist. Die Sendefrequenz wurde 1978 im Zuge der Einführung des Genfer Wellenplans von 1169 kHz auf 711 kHz geändert. Bis Anfang 2010 bildete er mit dem Sender Ulm-Jungingen auf der Frequenz 711 kHz ein Gleichwellennetz. Im Juni wurde der Sender auf DRM umgestellt und strahlte seitdem auf der Frequenz 711 kHz das Programm von SWR cont.ra aus. Die Sendetechnik für die DRM-Ausstrahlung war zuvor am Sender Wolfsheim im Einsatz. Bis zur Inbetriebnahme des Senderstandorts Weinsberg-Galgenberg 1976 wurde vom Sender Obereisesheim auch das Erste Deutsche Fernsehen ausgestrahlt.

## Abschaltung und Stilllegung des Senders
Am 1. Juli 2011 um 10.00 Uhr wurde der Sender endgültig abgeschaltet, da der SWR die als kostenintensiv beurteilte Ausstrahlung seines Informationsprogramms SWR cont.ra über die Mittelwellensender in Baden-Württemberg und Rheinland-Pfalz aufgegeben hat. Stattdessen will er sich auf den Aufbau einer flächendeckenden Versorgung seiner Programme über DAB+ konzentrieren.
Die Sendeanlage wurde vom SWR über ein Immobilienportal an einen privaten, ungenannten Interessenten verkauft. Der Sendemast wurde im Oktober 2018 abgebaut.